# Calci magnesi acetat
Calci magnesi acetat (CMA) là một chất làm tan băng và có thể được sử dụng như một giải pháp thay thế cho muối rải đường. Nó khi ở nồng độ khác nhau có thể có hiệu quả trong việc ngăn chặn băng trên đường từ nhiệt độ khi hình thành xuống khoảng -27,5 ℃ (nhiệt độ eutectic). CMA cũng có thể được sử dụng như một tác nhân giữ H2S.

## Sản xuất
CMA có thể được tạo ra từ phản ứng của hợp chất magnesi/calci với axit acetic. Nếu nó được phản ứng với vôi dolomit hoặc dolomit, axit acetic không cần phải được cô đặc để tạo ra CMA. Sản xuất axit acetic đòi hỏi sự lên men của vật liệu hữu cơ phải được thực hiện ở độ pH khoảng 6,0. Việc phân tách các chất được sử dụng để phục hồi axit acetic cần phải duy trì công suất cao trong khoảng pH này. Amberlit LA-2 trong dung môi 1-octanol duy trì công suất gần đạt đến độ pH 6,0 và dễ dàng tái tạo bằng vôi dolomit, tạo thành một chất tách axit acetic tốt cho việc sản xuất CMA.

## Sử dụng để loại bỏ H2S
CMA có khả năng hình thành các hạt oxit có ở khí quyển ở nhiệt độ cao, có các thành mỏng, xốp có hiệu quả thu được hydro sulfide từ nhiệt độ 700–1100 ℃ với hiệu suất 90%. Hệ thống kết hợp khí hóa (IGCC) được sử dụng để chuyển đổi than thành khí sạch, sử dụng được, sau đó được sử dụng để chạy các hệ thống tuabin khí để phát điện. Một bước thiết yếu trong quá trình chuyển đổi này là loại bỏ các chất H2S và COS có hại cho môi trường từ khí được hình thành từ lưu huỳnh chứa trong than.

## Cơ chế khử lưu huỳnh
CMA (CaMg2(CH3COO)6) bị phân hủy ở 380–400 ℃ để tạo ra các sản phẩm sau: CaCO3, MgO, CH3COCH3 và CO2. CaCO3 phân hủy thêm khoảng 700 ℃ đến CaO và CO2. Một phản ứng sulfide hóa diễn ra khi CaO được phản ứng với H2S ở các điều kiện khử trong máy khí hóa, tạo ra CaS và H2O. CaS cuối cùng đã phản ứng với O2 để tạo ra CaSO4.